# Clementine Pellegrini
Clementine Pellegrini   (Múnic, 8 d'octubre de 1797 - 7 de juliol de 1845) va ser una cantant d'òpera alemanya.
Nascuda a Múnic, es va formar allà i va treballar com a cantant de cort i cambra ja el 1817. El 1820 es va convertir en membre de l'òpera italiana i el 1826 va anar a l'òpera alemanya amb el seu marit Julius Pellegrini (casat el 1824). Va treballar per al mateix fins al 1843. Era un excel·lent contralt amb una veu preciosa i una presentació educada i animada. Els seus èxits a l'escenari no van ser insignificants, però la van valorar encara més com a cantant d'esglésies i concerts. L'artista va morir el juliol de 1845 a Múnic.
Els seus pares eren el músic Adam Moralt (1748-1811) i Maria Anna Kramer. Tenia almenys vuit germans.
La tomba de Klementine Pellegrini es troba a l'antic cementiri sud de Múnic (camp de la tomba 16 - fila 12 - lloc 12/13).